# Рудно на Хрону
Рудно на Хрону (слч. Rudno nad Hronom) насељено је мјесто са административним статусом сеоске општине (слч. obec) у округу Жарновица, у Банскобистричком крају, Словачка Република.

## Становништво
| Година:    | 1994. | 2004. | 2014.   | 2024.   |
| ---------- | ----- | ----- | ------- | ------- |
| Број људи: | 580   | 522   | 524     | 511     |
| Разлика:   |       | -10 % | +0,38 % | -2,48 % |

| Година:    | 2023. | 2024.   |
| ---------- | ----- | ------- |
| Број људи: | 522   | 511     |
| Разлика:   |       | -2,10 % |

Према подацима о броју становника из 2011. године насеље је имало 506 становника.